# Плужник, Евгений Павлович
Евге́ний Па́влович Плу́жник (укр. Євген Павлович Плужник; 14 [26] декабря 1898, Кантемировка, Богучарский уезд, Воронежская губерния, Российская империя — 2 февраля 1936, Соловецкий лагерь особого назначения, Соловецкие острова, Северная область, РСФСР, СССР) — украинский поэт, прозаик, драматург, переводчик, лексикограф. Жертва сталинских репрессий.

## Биография
Родился в 1898 году в степной слободе Кантемировка Богучарского уезда Воронежской губернии. Отец, родом из Полтавщины, женился на русской девушке, работал приказчиком местной торговой фирмы. Мать, купеческая дочь, рано умерла от туберкулёза лёгких, когда Евгению исполнилось семь лет. Будущий писатель рос в многодетной семье. Учился в воронежской гимназии, откуда был исключён за участие в нелегальных кружках. В 1918 году окончил бобровскую гимназию в Воронежской губернии. Некоторое время работал учителем-словесником на Полтавщине.
В 1920 году поступил на ветеринарно-зоотехнический факультет Киевского политехнического института, в котором работал муж его сестры. С 1921 года учился в Киевском музыкально-драматическом институте имени Николая Лысенко. Несмотря на успехи в институте, был вынужден бросить учёбу из-за туберкулёза. С 1923 года работал в редакциях, был переводчиком; по вечерам продолжал самообразование, писал стихи. С 1924 года активно участвовал в организации «Звено». После обострения болезни в 1926 году проходил лечение в Ворзеле. С тех пор дважды в год бывал в Крыму или на Кавказе.
В декабре 1934 года был арестован НКВД по обвинению в принадлежности к националистической террористической организации. Проходил по делу «боротьбистов». В марте 1935 года выездной Военной коллегией Верховного Суда СССР вместе с Григорием Эпиком, Николаем Кулишом, Валерьяном Пидмогильным, Александром Ковинькой и другими украинскими писателями приговорён к расстрелу, позднее заменённому длительным лагерным заключением на Соловках. 2 февраля 1936 года умер в тюремной больнице от туберкулёза. Похоронен на лагерном кладбище, могила не сохранилась.
Реабилитирован в августе 1956 года. Условная могила — на Байковом кладбище в Киеве (9-й участок).

## Творчество
Дебютировал как поэт в начале 1920-х годов (под псевдонимом Кантемирянин). Первые произведения под собственной фамилией опубликовал в 1924 году. В литературу вошёл благодаря стараниям украинского библиографа и литературоведа Юрия Меженко, который первым оценил талант поэта и привёл его на заседание «Асписа». Поэзию Плужника высоко оценили Максим Рыльский, Николай Зеров, Николай Бажан.
Печатался в журналах «Глобус», «Нова громада», «Червоний шлях», «Життя й революція». В середине 1920-х годов издал поэтические сборники «Дни» (укр. Дні, 1926) и «Ранняя осень» (укр. Рання осінь, 1927). Участвовал в литературных объединениях «Аспис» (1923—1924), «Звено» (укр. Ланка, 1924—1926; впоследствии «МАРС», 1926—1929). В «Звене» был оппонентом Тодося Осьмачки, в тогдашней литературе — Владимира Сосюры.
Совместно с Валерьяном Пидмогильным составил словарь «Фразеология делового языка» (укр. Фразеологія ділової мови; 1926), совместно с Василием Атаманюком и Феликсом Якубовским — «Антологию украинской поэзии» (укр. Антологія української поезії, 1930—1932). Переводил на украинский язык произведения Гоголя, Чехова, Шолохова, Толстого, Горького.
Автор стихотворного сборника «Равновесие» (укр. Рівновага; 1933; впервые опубликован в Аугсбурге в 1948 году, на Украине — в 1966 году), романа «Хворь» (укр. Недуга, 1928), пьес «Профессор Сухораб» (укр. Професор Сухораб, 1929), «Во дворе в предместье» (укр. У дворі на передмісті, 1929), стихотворной пьесы «Заговор в Киеве» (укр. Змова в Києві) и др.